# طارق كور
طارق كور (18 أبريل 1977 - ) هو سياسي وقاض جزائري، وُلِد في في مدينة عنابة شرق الجزائر، يشغل حاليا منصب المدير العام للديوان الوطني لمكافحة المخدرات وإدمانها كما تقلد سابقا العديد من المناصب والوظائف القيادية في قطاع العدالة بالجزائر، كما شغل منصب رئيس الهيئة الوطنية للوقاية من الفساد ومكافحته، وله العديد من الكتب والمنشورات.

## المناصب السابقة
- رئيس الهيئة الوطنية للوقاية ومكافحة الفساد في الجزائر (2019 - ).[13][14][15][16]
- قاض باحث في مركز البحوث القانونية والقضائية بالجزائر (2015 - 2019).[17]
- رئيس القطب الجزائي المتخصص في قسنطينة (2009 - 2014).[18]
- مستشار في غرفة الاتهام بمجلس قضاء ورقلة (2014 - ).[17]
- قاض في عدة محاكم عبر مختلف الولايات الجزائرية.[19]